# ウィークエンドスクランブル
ウィークエンドスクランブルは、山形放送ラジオで毎週土曜 15:00 - 17:00に放送している番組。

## 概要
スタートは1990年1月13日、前番組は『はがちゃんのときめきサタデー』。

2023年4月現在のパーソナリティーは陣内倫洋アナと小川香織アナ。提供はトヨタカローラ山形で、カローラ山形南一番町店特設のエリア86サテライトスタジオから生放送（同店が休業日の場合はYBCのスタジオから生放送。但し、カローラ山形のイベント開催時には山形ビッグウィング、カローラ山形各支店他から公開生放送）。

パーソナリティーの変遷が激しい番組であり、メインパーソナリティおよびアシスタントに交代が生じた場合、番組タイトルもその都度変更されている（歴代の番組タイトルは後述）。

放送開始時より、番組タイトルのメインパーソナリティー側はニックネームが用いられているが、2020年1月4日よりアシスタント側もニックネームが起用され、『やまちゃん・まいぷーのウィークエンドスクランブル』となった。

## YBCラジオ土曜午後ワイドの歴史
この枠は長年、トヨタ自動車系列の山形県内ディーラーが提供している。歴史としては山形トヨタ提供で、1976年4月3日から1982年3月27日まで『ウィークエンドジャック2pm』までさかのぼることが出来る。当時、荒川強啓・板橋恵子の「キョーケーメメコンビ」といった人気パーソナリティーが登場し、番組を盛り上げてきた。

1982年4月3日から1986年3月29日までには芹川晴夫パーソナリティーで『芹川晴夫の晴れ晴れワイド』がスタート。1986年4月5日から1989年12月30日の『はがちゃんのときめきサタデー』まで、山形トヨタの大野目営業所内のショールームに仮設サテライトスタジオを設けて、生放送を展開してきた。この『ウィークエンドスクランブル』よりスポンサーが現在のカローラ山形となり、現在に至る。

## 歴代番組タイトル
- 『はがちゃん・のりこのウィークエンドスクランブル』（※芳賀道也・※鈴木紀子、1990年1月13日 - ?）
- 『はがちゃん・まみのウィークエンドスクランブル』（※芳賀道也・※江橋摩美）
- 『はがちゃん・ともえのウィークエンドスクランブル』（※芳賀道也・※横尾友栄、? - 2005年10月29日）
- 『のりのり・ともえのウィークエンドスクランブル』（小坂憲央・※横尾友栄、2005年11月5日 - 2008年3月29日）
- 『とんちゃん・ともえのウィークエンドスクランブル』（※佐伯敏光・※横尾友栄、2008年4月5日 - 11月29日）
- 『とんちゃん・みきのウィークエンドスクランブル』（※佐伯敏光・※金本美紀、2008年12月6日 - 2010年10月2日）
- 『とんちゃん・かおりのウィークエンドスクランブル』（※佐伯敏光・小川香織、2010年10月9日 - 2017年3月25日）
- 『とんちゃん・まいこのウィークエンドスクランブル』（※佐伯敏光・山川麻衣子、2017年4月1日 - 2019年12月28日　※2019年5月頃より佐伯敏光アナに代わり山本浩一アナが出演。）
- 『やまちゃん・まいぷーのウィークエンドスクランブル』（山本浩一・山川麻衣子、2020年1月4日 - 2022年3月26日）
- 『やまちゃん・かおりのウィークエンドスクランブル』（山本浩一・小川香織、2022年4月2日 - 2023年3月25日）
- 『じんちゃん・かおりのウィークエンドスクランブル』（陣内倫洋・小川香織、2023年4月1日 - ）

※…元YBCアナ

## 補足
- 新聞のラジオ面には、「ウイークエンドスクランブル」と記されている。「ウ"イ"ークエンド…」というふうに、「ィ」の部分が大きい。
- 2019年5月頃より佐伯敏光アナが番組出演を休止し、復帰までの代理として山本浩一アナが出演していたが、番組タイトルは変更せず『とんちゃん・まいこのウィークエンドスクランブル』のまま放送を続けた。その後、佐伯敏光アナの退職・降板に伴い、2020年1月4日放送より番組タイトルおよびパーソナリティーが改編された。